# بوگای (شهرستان وادوویتسه)
بوگای (به لهستانی:  Bugaj) یک روستا در لهستان است که در گمینا کالواریا زبژدووسکا واقع شده‌است.